# نیکولو ناپولی
نیکولو ناپولی (انگلیسی: Nicolò Napoli؛ زادهٔ ۷ فوریهٔ ۱۹۶۲) بازیکن سابق و مربی کنونی فوتبال اهل ایتالیا است.
از باشگاه‌هایی که در آن بازی کرده‌است می‌توان به باشگاه فوتبال رجینا، باشگاه فوتبال مسینا، باشگاه فوتبال یوونتوس، باشگاه فوتبال کالیاری و باشگاه فوتبال بنونتو اشاره کرد.